# Beipiaosaurus
Beipiaosaurus là một chi khủng long, được Xu X. Tang Z. & Wang X. L. mô tả khoa học năm 1999.